# Večer ikavice
Večer ikavice odnosno Ikavica - govor hercegovačkih, bosanskih, dalmatinskih, ličkih, šokačkih i bunjevačkih Hrvata  u Stanišiću, kulturna manifestacija Hrvata u Vojvodini. Sadržajem je književno-pjevačka večer.
Organizira ju svake godine Hrvatsko kulturno društvo „Vladimir Nazor“. Prva je održana 2010. godine. Misija je okupiti na jednom mjestu udruge i pojedince koji pjesmom i stihovima dokazuju koliko je ikavica još živa u narodu. Na manifestaciji se proglašava tri najljepše pjesme na ikavici koje su pristigle na natječaj koji je raspisao HKD Vladimir Nazor. 2018. godine prvu nagradu osvojila je Mariška Pravdić iz Lemeša za pismu Bila jednom, pismu o Vojvodini kojoj su potrgali dukate, pogazili žito, utrnuli sunce, razvukli sve lipote. Drugu nagradu osvojila je Ruža Silađev iz Sonte za pjesmu Moja riči, a treću Marica Mikrut iz Sombora za pjesmu Dva pendžera.